# Актас (Актогайский район)
Актас (каз. Ақтас) — село в Актогайском районе Карагандинской области Казахстана. Административный центр аульного округа Караменде. Код КАТО — 353647100.

## Население
В 1999 году население села составляло 466 человек (255 мужчин и 211 женщин). По данным переписи 2009 года, в селе проживало 275 человек (136 мужчин и 139 женщин).